# فیبریا
فیبریا (به پرتغالی: Fibria) شرکت کاغذ و خمیرکاغذ برزیلی است، که در سال ۲۰۰۹ در پی ادغام شرکت آراکروز و شرکت وی‌سی‌پی تشکیل شد.
شرکت فیبریا در حال حاضر با در اختیار داشتن ۷ کارخانه تولید پالپ (خمیرکاغد) و کاغذ و ظرفیت تولید ۶٫۷ میلیون تن در سال، بزرگترین تولیدکننده خمیرکاغذ در جهان می‌باشد.
دفتر مرکزی این شرکت در شهر سائوپائولو، برزیل قرار دارد و دفاتر بین‌المللی آن نیز در میامی (فلوریدا)، پکن، هنگ کنگ، مجارستان و نیون سوئیس مستقر می‌باشند. سهام فیبریا در بازار بورس نیویورک و بورس سائوپائولو معامله می‌شود. شرکت فیبریا با مشارکت بزرگترین شرکت تولید کاغذ جهان؛ استورا انسو شرکتی تحت نام وراسل را تأسیس نموده، که در زمینه تولید کاغذ در برزیل فعالیت می‌کند.